# Hromozomska translokacija
U genetici, hromozomska translokacija je hromozomska aberacija uzrokovana preuređivanjem delova nehomolognih hromozoma. Do fuzije gena može doći kad se translokacijom spoje dva inače zasebna gena, što je česta pojava u slučaju kancera. To se može detektovati citogenetičkim pregledom kariotipa ugroženih ćelija. Postoje dva glavna tipa hromozomske translokacije, recipročna (takođe poznata kao nerobertsonska) i robertsonska. Isto tako, translokacije mogu da budu balansirane (sa ravnomernom razmenom materijala bez suvišne ili nedostajuće informacije, i potpunom funkcionalnošću) ili nebalansirane (gde je razmena hromozomskog materijala neravnomerna tako da se formiraju dodatni ili se gube geni).